# Multilinguismo

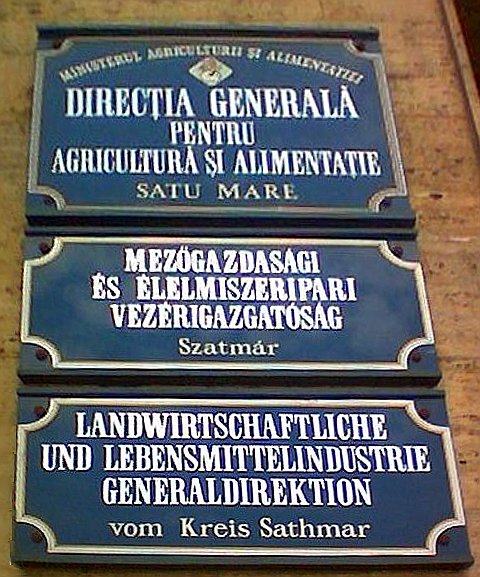
Placca trilingue a Satu Mare in Transilvania, con iscrizioni in rumeno, ungherese e tedesco

Il multilinguismo è la presenza, in una data area geografica, di diverse lingue. Questo termine è spesso usato come sinonimo di plurilinguismo, che più propriamente si riferisce alla capacità degli abitanti di tale area geografica di esprimersi in diverse lingue. In particolare si parla di bilinguismo per la capacità di esprimersi in due lingue. Questo secondo i concetti sviluppati dal Consiglio d'Europa.

## Poliglottismo
Il termine è anche usato per indicare la capacità di una persona di padroneggiare molte lingue. In tal caso si parla anche di poliglottismo (o poliglottia), mentre la persona è detta poliglotta. Non esiste, tuttavia, accordo su quante ne debba parlare per essere definita tale. È stato coniato il termine "iperpoliglotta" per una persona che parla almeno sei lingue, ma è assai raramente usato.